# محمد شمس
محمد شمس (زادهٔ ۱۶ آذر ۱۳۳۳ در رشت، گیلان) موسیقی‌دان، آهنگ‌ساز، تنظیم‌کننده و رهبر ارکستر ایرانی است. او سازنده ترانه «خلیج فارس» (به خوانندگی ابی و شعری از عادل حسنی) و «سوییت ایرانی» برای فلوت و ارکستر (تکنواز: کوشیار شاهرودی) است.

## زندگی‌نامه
محمد شمس در سال ۱۳۳۳ در تهران متولد شد. موسیقی را با ساز تنبک به صورت خودآموز آغاز کرد؛ سپس در هنرستان‌های ملی و عالی موسیقی تهران تحصیلات موسیقی خود را ادامه داد و در این سال‌ها از آموزش‌های استادانی مانند: حسین دهلوی، مرتضی حنانه، مصطفی کمال پورتراب، محمد پورتراب، اقدس پورتراب، علی رهبری، کامبیز روشن روان، محمد تقی مسعودیه، فرهاد فخرالدینی، توماس کریستین داوید، فریدون ناصری، حسن رادمرد، اسماعیل تهرانی، محمد اسماعیلی، اسماعیل واثقی، ابراهیم روحی‌فر، قاسم طالب‌زاده، رحمت‌الله بدیعی، جواد معروفی، افلیا پرتو، مهربانو توفیق، شهلا نیک فال، ارفع اطرایی، شیدا قرچه داغی، محمود کریمی، حسن ناهید بهره برد.
محمد شمس در ایران نوازندگی سازهای مختلفی را تجربه کرد که از جمله آن‌ها ویولون و پیانو بود. او هم‌اکنون هم در بسیاری از برنامه‌ها و ضبط‌هایش خود نوازندگی پیانو را به عهده دارد.
آثار محمد شمس، در فرمها و سبکهای بسیار متنوعی خلق شده که تعداد این آثار بیش از ۶۵۰ اثر است که شامل قطعاتی برای ارکستر بزرگ، موسیقی الکترونیک، ارکستر ایرانی، ارکستر تلفیقی و انواع ترانه، تصنیف و سرود است.
۱۹۶۴- ورود به هنرستان عالی موسیقی
۱۹۶۶- ورود به هنرستان موسیقی ملی
۱۹۶۸- ساخت اولین قطعه برای ارکستر زهی در دستگاه چهارگاه
۱۹۶۹- دعوت به همکاری با ارکسترهای صبا (به رهبری حسین دهلوی) به عنوان نوازنده ویولون
۱۹۷۳- دعوت به نوازندگی ارکستر رادیو (به رهبری فریدون شهبازیان و فرهاد فخرالدینی)، اولین تجربه تنظیم برای ارکستر سمفونیک و ارکستر ترانه شب ابی است که با شعری از اردلان سرفراز و ملودی منصور ایران نژاد اجرا شد.
۱۹۷۴- دیپلم موسیقی از هنرکده موسیقی ملی
۱۹۷۶- ساخت تیتراژ برای موسیقی رادیو
۱۹۷۹ -لیسانس موسیقی از هنرکده موسیقی ملی
۱۹۸۰- دعوت به رهبری، آهنگسازی ارکستر رادیو و تلویزیون
۱۹۸۱–۸۵ ساخت بیشتر از ۵۰ قطعه برای پیانو و کر و ارکستر
۱۹۸۵- سفر به پاریس
۱۹۸۵–۱۹۹۲ رهبری ارکستر هارمونی «le-havre» و اجرای قطعاتی مانند سوییت ایرانی، برای ارکستر هارمونی و فلوت (برای ضبط سی دی از ارکستر زهی، پیانو، بیس و تنبک و فلوت استفاده شد) و کنسرت در دانشگاه کن
۱۹۹۲–۱۹۹۵ آهنگساز و رهبر ارکستر نوآوران هنر با همکاری پری ثمر، محمد تقدسی، کوشیار شاهرودی در آلمان، این مجموعه حدود سه سال اجرای منظم کنسرت در اروپا داشت.
۱۹۹۵–۹۷ همکاری با انجمن فرانسوی هنر آزاد و برگزاری چندین کنسرت با این انجمن در کنسرتهای آلبرت هال، المپیا، همراه با ارکستر سمفونیک‌های معتبر جهان که برجسته‌ترین آن‌ها ارکستر فستیوال آلبرت هال لندن، ارکستر اپرای و کر پاریس، ارکستر سمفونیک بلغارستان و … با آواز مرضیه
۱۹۹۵–۲۰۰۰ بیشترین آثار کلاسیک و ترانه‌ای و همچنین آثار مختلف برای موسیقی بدون کلام ملی ایران، آثاری برای نی و ارکستر، تار و پیانو، سه تار و پیانو، سنتور ارکستر و …. موسیقی برای کودکان، موسیقی فیلم، آثار مهم تاریخی دربارهٔ ایران به نامهای «حقوق بشر»، «حرکت از این بیش»، «خلیج فارس»، «مثل جنگل» با همراهی ارکستر سمفونیک لندن و کر اپرای لندن با همراهی سازهای ملی
۲۰۰۰–۲۰۰۷ نوشتن هشت قطعه بر اساس موسیقی جز آمریکا با ترکیب موسیقی ایرانی. اجرای تنظیم جدید سرود ملی فرانسه با ارکستر اپرای پاریس و شرکت در ۱۵ فستیوال با ارکسترهای هارمونی و ارکسترهای مجلسی و سمفونیک
محمد شمس تاکنون رهبری بیش از ۲۵ ارکستر را به عهده داشته که اغلب آثار اجرا شده از ساخته‌های خود او بوده‌است، وی اکنون عضو شورای ملی مقاومت ایران است.
در بین خوانندگان ایرانی ، ابی صمیمی‌ترین و قدیمی‌ترین دوست محمد شمس از دوران کودکی تا به حال است./

## آهنگسازی
| نام خواننده  | نام ترانه          | ترانه‌سرا         | آهنگساز  | تنظیم         |
| ------------ | ------------------ | ---------------- | -------- | ------------- |
| سیامک علیقلی | خلیج فارس ۱۳۶۰     | عادل حسنی        | محمد شمس | محمد شمس      |
| ابی          | خلیج فارس ۱۳۶۷     | عادل حسنی        | محمد شمس | محمد شمس      |
| ابی          | مادربزرگ           | علی عمادی        | محمد شمس | محمد شمس      |
| ابی          | حیلت رها کن        | مولانا           | محمد شمس | محمد شمس      |
| ابی          | غربت               | فرهنگ قاسمی      | محمد شمس | محمد شمس      |
| داریوش       | صبح بهار           | محمدعلی اصفهانی  | محمد شمس | محمد شمس      |
| داریوش       | آهای جوون          | مینا اسدی        | محمد شمس | محمد شمس      |
| داریوش       | همدرد              | منوچهر نامورآزاد | محمد شمس | تیگران ساکیان |
| داریوش       | حرکت               | محمدعلی اصفهانی  | محمد شمس | محمد شمس      |
| داریوش       | ایران نگاه‌کن       | منوچهر نامورآزاد | محمد شمس | محمد شمس      |
| ستار         | بیگانگی            | فرهنگ قاسمی      | محمد شمس | محمد شمس      |
| ستار         | شکوه               | فرهنگ قاسمی      | محمد شمس | محمد شمس      |
| شهرام صولتی  | نهنگ               | فاروق امیری      | محمد شمس | محمد شمس      |
| فریدون فروغی | گرفتار (مرغ خسته)  | فرهنگ قاسمی      | محمد شمس | محمد شمس      |
| فریدون فروغی | اعتمادی به تو نیست | مهدی لواسانی     | محمد شمس | محمد شمس      |
| فریدون فروغی | روسپی              | فرهنگ قاسمی      | محمد شمس | محمد شمس      |
| فریدون فروغی | قریه               | فرهنگ قاسمی      | محمد شمس | محمد شمس      |
| عارف         | خلیج فارس          | مسعود امینی      | محمد شمس | محمد شمس      |
| مرتضی        | صبر کن             | فرهنگ قاسمی      | محمد شمس | مجتبی میرزاده |
| مرضیه        | همیشه نوروز        | محمد قرایی       | محمد شمس | محمد شمس      |
| مرجان        | سوگند              | تورج نگهبان      | محمد شمس | محمد شمس      |
| مرجان        | رویش ناگزیر        | شهریار دادور     | محمد شمس | محمد شمس      |
| لیلا فروهر   | ساقی               | مولوی            | محمد شمس | محمد شمس      |
| لیلا فروهر   | حقیقت              | غلامحسین عمرانی  | محمد شمس | محمد شمس      |
| شهره         | دختر مشرقی         | منصور تهرانی     | محمد شمس | محمد شمس      |
| جهان         | عبادت              | مهدی اولیایی     | محمد شمس | محمد شمس      |
| جهان         | پرواز              | منوچهر نامورآزاد | محمد شمس | محمد شمس      |
| جهان         | عشق ویرانگر        | مهدی لواسانی     | محمد شمس | محمد شمس      |
| جهان         | همخونه             | صدیقه وسمقی      | محمد شمس | محمد شمس      |
| شاهرخ        | صوفی               | سعید دبیری       | محمد شمس | محمد شمس      |
| شاهرخ        | آلونک              | شهرام وفایی      | محمد شمس | محمد شمس      |
| شاهرخ        | گل مرداب           | فرهنگ قاسمی      | محمد شمس | محمد شمس      |
| شاهرخ        | راه بیفت           | رضا عبداللهی     | محمد شمس | محمد شمس      |
| شاهرخ        | هم‌پرواز            | فریدون علیخانی   | محمد شمس | واروژان       |
| مازیار       | زمزمه              | غلامحسین عمرانی  | محمد شمس | محمد شمس      |
| مازیار       | ملامت              | رضا عبداللهی     | محمد شمس | محمد شمس      |
| مازیار       | سراب               | رضا عبداللهی     | محمد شمس | محمد شمس      |
| مازیار       | پاییز              | رضا عبداللهی     | محمد شمس | محمد شمس      |
| مازیار       | من و شمع           | فرهنگ قاسمی      | محمد شمس | محمد شمس      |
| فرزین        | مسافر              | فرهنگ قاسمی      | محمد شمس | محمد شمس      |
| پروا         | بهار را باور کن    | فریدون مشیری     | محمد شمس | محمد شمس      |
| پروا         | ویرانسرا           | سیمین بهبهانی    | محمد شمس | محمد شمس      |

## تنظیم
| نام خواننده     | نام ترانه         | ترانه‌سرا             | آهنگ‌ساز         | تنظیم    |
| --------------- | ----------------- | -------------------- | --------------- | -------- |
| ابی             | شب                | اردلان سرفراز        | منصور ایران‌نژاد | محمد شمس |
| ابی             | پیر               | مسعود امینی          | منصور ایران‌نژاد | محمد شمس |
| امیر آرام       | مُفتعلن            | مولوی                | امیر آرام       | محمد شمس |
| داریوش          | رهایی             | مسعود امینی          | منصور ایران‌نژاد | محمد شمس |
| داریوش          | سپید و سیاه       | تورج نگهبان          | امیر آرام       | محمد شمس |
| پرویز خوش‌رزم    | نازنینم           | حسین عمرانی          | محمد شمس        | محمد شمس |
| فریدون فروغی    | یار دبستانی من    | منصور تهرانی         | منصور تهرانی    | محمد شمس |
| فریدون فروغی    | بت‌شکن             | منصور تهرانی         | منصور تهرانی    | محمد شمس |
| مرجان           | شوخ               | مهدی لواسانی         | علی سراجیان     | محمد شمس |
| مرجان           | وطن               | علیرضا میبدی         | عماد رام        | محمد شمس |
| شاهرخ           | فریاد (شبا بی تو) | رضا عبداللهی         | مهرداد جویباری  | محمد شمس |
| شاهرخ           | پاییز             | محمدرضا فتاحی        | منوچهر طاهرزاده | محمد شمس |
| شاهرخ           | خوب من            | شهرام وفایی          | محلی، شاهرخ     | محمد شمس |
| شاهرخ           | پری جون           | شهرام وفایی          | منوچهر طاهرزاده | محمد شمس |
| شاهرخ           | غروب              | فریدون علیخانی       | امیر آرام       | محمد شمس |
| شاهرخ           | بمون با من        | شهرام وفایی          | منوچهر طاهرزاده | محمد شمس |
| شاهرخ           | میراث             | شهرام وفایی          | شاهرخ           | محمد شمس |
| شاهرخ           | کولی              | شهرام وفایی          | منوچهر طاهرزاده | محمد شمس |
| شاهرخ           | کوچ               | شهرام وفایی          | منوچهر طاهرزاده | محمد شمس |
| منوچهر طاهرزاده | کوچ               | شهرام وفایی          | منوچهر طاهرزاده | محمد شمس |
| منوچهر طاهرزاده | کوچهٔ میعاد        | شهرام وفایی          | منوچهر طاهرزاده | محمد شمس |
| منوچهر طاهرزاده | مادر              | شهرام وفایی          | منوچهر طاهرزاده | محمد شمس |
| منوچهر طاهرزاده | منو باور کن       | منوچهر ناصحی         | منوچهر طاهرزاده | محمد شمس |
| منوچهر طاهرزاده | شهر خواب          | کیومرث حیدری         | منوچهر طاهرزاده | محمد شمس |
| منوچهر طاهرزاده | آخرین برگ         | رضا فیض آبادی        | منوچهر طاهرزاده | محمد شمس |
| منوچهر طاهرزاده | آلونک             | شهرام وفایی          | منوچهر طاهرزاده | محمد شمس |
| منوچهر طاهرزاده | قصه‌گو             | کیومرث حیدری         | منوچهر طاهرزاده | محمد شمس |
| مازیار          | ایران ایران       | علیرضا میبدی         | عماد رام        | محمد شمس |
| مازیار          | گل گندم           | منصور تهرانی         | منصور تهرانی    | محمد شمس |
| مازیار          | غربت              | رضا عبداللهی         | فضل‌الله توکل    | محمد شمس |
| مازیار          | وطن ای عزیزترینم  | فضل‌الله توکل         | فضل‌الله توکل    | محمد شمس |
| مازیار          | خسته              | رحیم معینی کرمانشاهی | عماد رام        | محمد شمس |
| عارف            | صدایم کن          | پرویز وکیلی          | ترکی            | محمد شمس |
| عارف            | سر کوه‌های شمرون   | پرویز وکیلی          | جمشید زندی      | محمد شمس |
| جمشید جم        | یار دبستانی من    | منصور تهرانی         | منصور تهرانی    | محمد شمس |

### کارهای ارکستری
- «فانتزی شوشتری» (برای ارکستر)
- «سوییت ایرانی» (برای فلوت و ارکستر)
- «پرچمدار عشق» (برای آواز گروهی)

## موسیقی فیلم
موسیقی متن فیلم تلویزیونی خانه آقای حقدوست ۱۳۵۹ (محمود سمیعی)

موسیقی مجموعه تلویزیونی باز مدرسم دیر شد ۱۳۶۲ (حسین افصحی) 

موسیقی تیتراژ مجموعه تلویزیونی آئینه ۱۳۶۴ (غلامحسین لطفی) - ۱۳۶۶ (فریدون فرهودی)